# Schloss Giechkröttendorf
Koordinaten: 50° 5′ 22″ N, 11° 13′ 47″ O

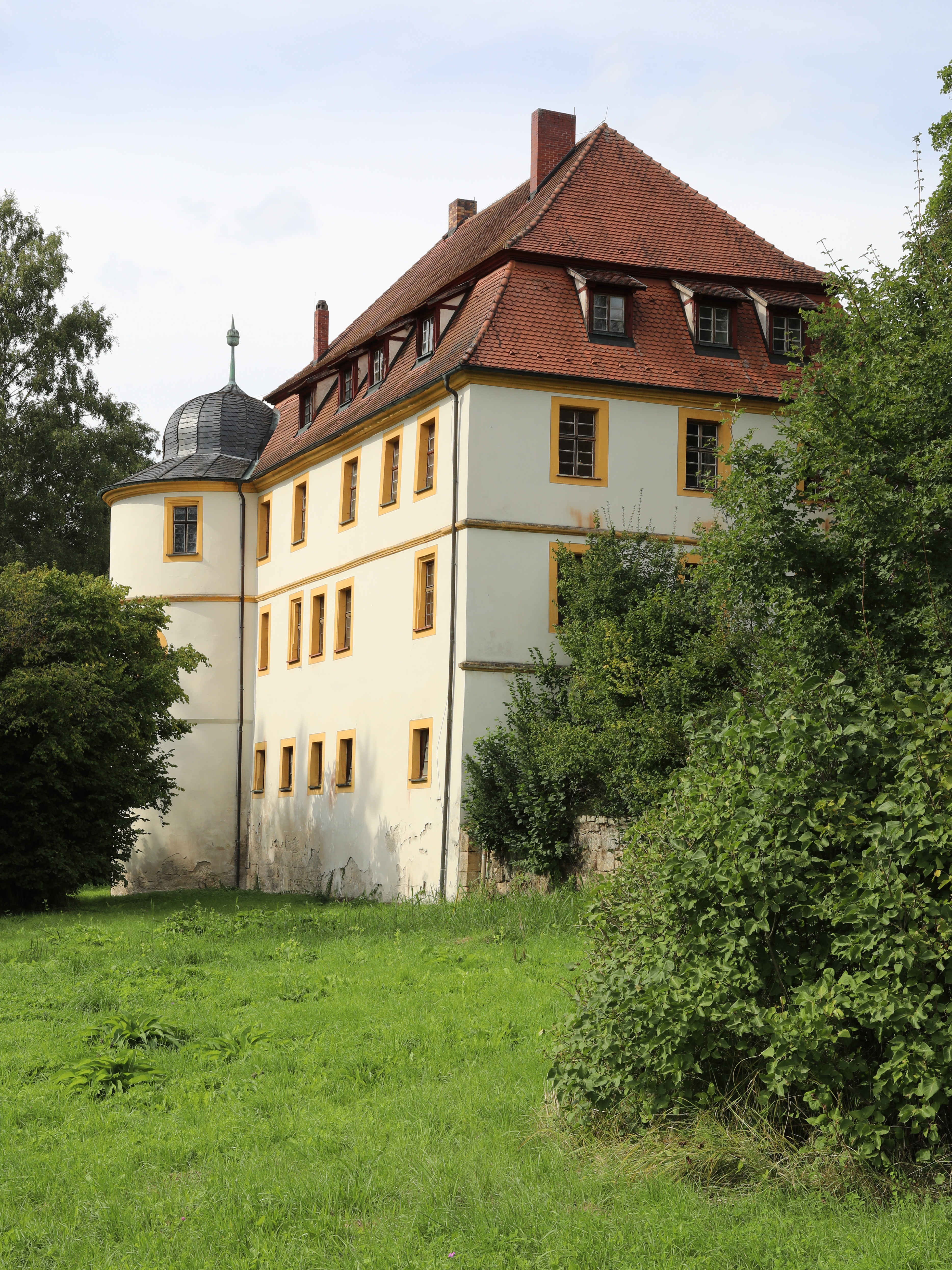
Schloss Giechkröttendorf

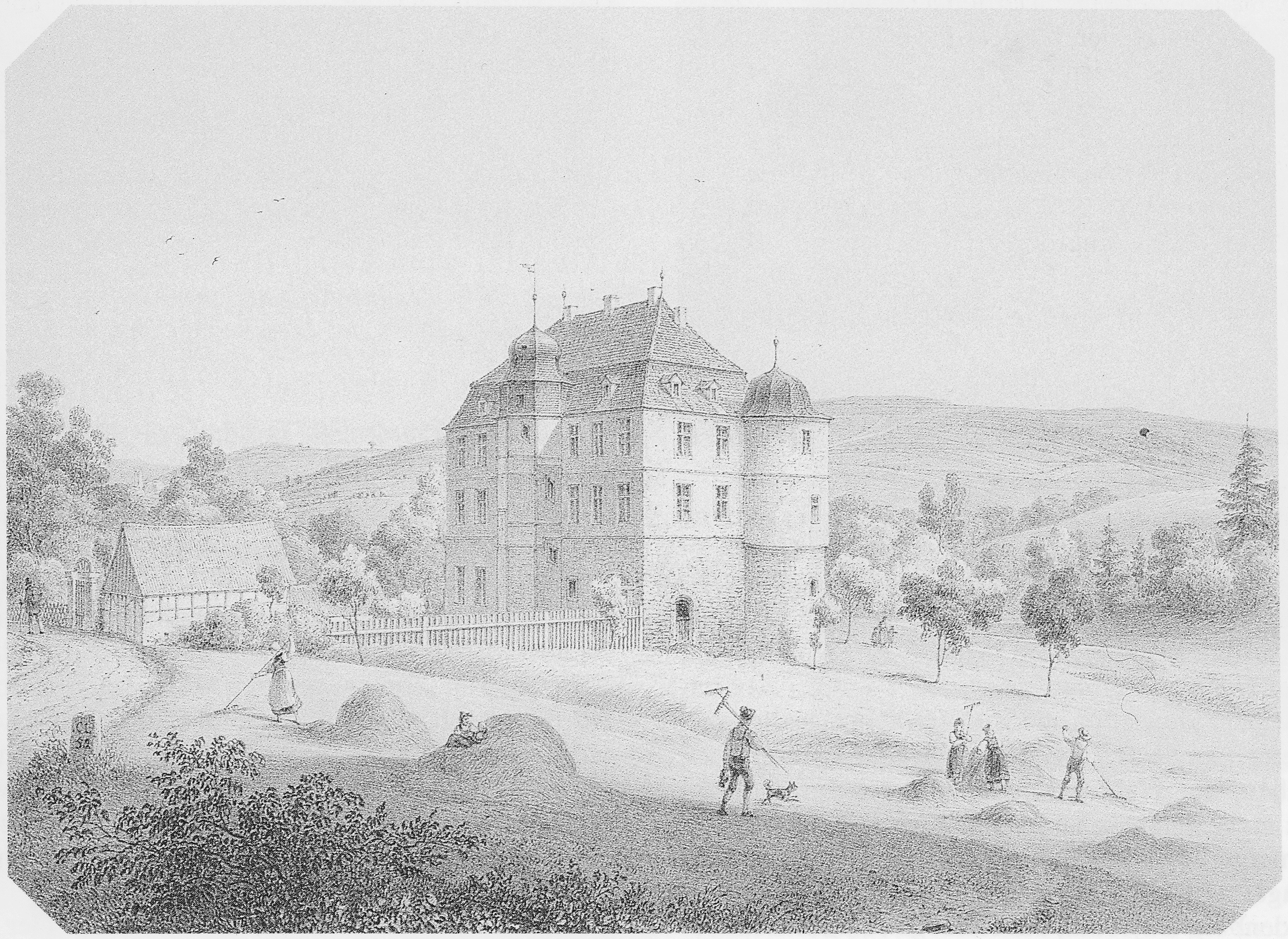
Zeichnung des Schlosses von Carl August Lebschée aus den Jahren 1851/52

Schloss Giechkröttendorf ist ein ehemaliges Wasserschloss im Weismainer Ortsteil Giechkröttendorf im Landkreis Lichtenfels (Bayern). Das Baudenkmal wird vom Bayerischen Landesamt für Denkmalpflege unter der Nummer D-4-78-176-102 geführt.

## Geschichte

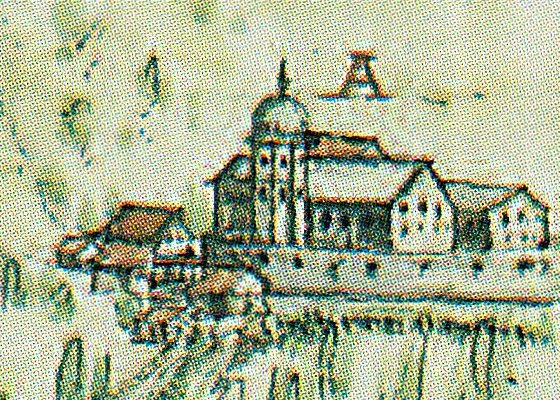
Der Ausschnitt zeigt das Schloss auf der Karte um den Schaftrieb aus dem Jahr 1672

Der Vorgängerbau des heutigen Schlosses wurde erstmals 1422 urkundlich erwähnt. Als Eigentümer wurden die Edelfreien von Giech genannt. Vermutlich wurde das Schloss schon in der zweiten Hälfte des 14. Jahrhunderts errichtet. Im Bauernkrieg wurde es 1525 teilweise zerstört und niedergebrannt und anschließend teilweise abgerissen. Der etappenweise Wiederaufbau als dreigeschossiger Herrensitz, auf den ein Wappen mit Inschrift im Vorplatz zum ersten Obergeschoss hinweist, konnte unter Achaz von Giech zu Kröttenstein erst 1571/76 abgeschlossen werden. Aus dieser Zeit ist die Südseite des Gebäudes mit dem runden Eckturm erhalten, in dem sich die Schlosskapelle befand. Im Jahr 1607 verpfändete Achaz von Giech zu Kröttenstein, das Schloss an das Kloster Langheim, das es im Jahr 1618 von ihm erwarb. In den ersten Jahrzehnten wurde das Gut vermutlich ausschließlich durch Angehörige der klösterlichen Gemeinschaft verwaltet. So wurde im Jahr 1656 ein Bruder Lorenz genannt. Vermutlich handelte es sich um den Pottensteiner Laurentius Wunderlein (1631–1697), der 1654 in den Zisterzienserorden eingetreten war. Vereinzelt hielten sich auch die Langheimer Äbte in Giechkröttendorf auf, wie 1672 Abt Alberich Semmelmann, der sich dort von einer Krankheit erholte.
Eine Karte aus dem Jahr 1672, die anlässlich eines strittigen Schaftriebs am Kordigast erstellt wurde, enthält die vermutlich älteste Zeichnung des Giechkröttendorfer Schlosses. In alten Aufzeichnungen wurde 1689 die Schafzucht als der wichtigste Wirtschaftszweig des Dorfes genannt. Ab etwa 1690 wurden für das Gut weltliche Verwalter eingesetzt. Der erste überlieferte war Heinrich Wolfgang Albert, 1652 als Sohn eines klösterlichen Beamten geboren. Er starb nach fast 30 Jahren Dienstzeit in Giechkröttendorf am 30. August 1719. Nachfolger war Jakob Graß, der das Amt bis zu seinem Tode im Jahr 1725 ausübte. Ihm folgte der gebürtige Haßfurter Kloster-Kanzlist Johann Rudolph Schuler, der die Witwe des vorherigen Verwalters Graß heiratete. Während seiner gesamten Amtszeit brachten ihm die Konventualen Schuler großes Vertrauen entgegen; er war sehr angesehen und beliebt. Als Verwalter von Giechkröttendorf amtierte er bis zu seinem Tod am 24. November 1748. Als Nachfolger setzte das Kloster den Haßfurter Franz Joseph Veth ein, der seine Eignung für dieses Amt zuvor 14 Jahre lang als Aktuar im Klosterhof Tambach unter Beweis gestellt hatte. 1758 wechselte er in die „Verwaltungszentrale“ der Abtei als Sekretarius. Neuer Verwalter des Schlossguts wurde Veths bisheriger Kammerdiener Johann Dümlein. Nach dem Tod Dümleins um 1780 übernahm dessen Sohn Johann Georg Michael das Amt und führte es bis zur Aufhebung des Klosters im Rahmen der Säkularisation in Bayern im Jahr 1802 aus. Im 18. Jahrhundert wurde bei Umbaumaßnahmen die Raumdisposition verändert und das Mansarddach errichtet. Die Nordfront des Gebäudes mit dem Treppenturm in der Mitte und den profilierten Fensterrahmen wurde zur Schauseite. Das Erdgeschoss mit Tonnen- und Kreuzrippengewölben ist noch in spätmittelalterlichem Zustand.
Nach der Säkularisation wurde das Kloster Langheim mitsamt seinem Besitz Staatseigentum. Als Teil dieser Besitzungen wurde das Schloss 1807 versteigert. In den darauffolgenden beiden Jahrhunderten wechselte es ohne die ursprünglich großen Ländereien mehrmals den Eigentümer. Am 23. Februar 1931 gründete die damalige Schlossherrin Margarete Hofmann aus Giechkröttendorf eine Ortsgruppe des deutschen Frauenordens Rotes Hakenkreuz. 1942 pachtete das Deutsche Rote Kreuz das Schloss und benutzte es als Lazarett und Flüchtlingslager für ursprünglich zwölf Jahre und renovierte es bis zur Aufgabe des Flüchtlingslagers im Jahr 1947. Eine weitere Renovierung fand 1980/1981 statt.